# Saint-Lanne
 Saint-Lanne  es una comuna y población de Francia, en la región de Mediodía-Pirineos, departamento de Altos Pirineos, en el distrito de Tarbes y cantón de Castelnau-Rivière-Basse.
Su población en el censo de 1999 era de 119 habitantes.
No está integrada en ninguna Communauté de communes.

## Demografía
| 238 | 208 | 166 | 154 | 125 | 119 |
| Para los censos de 1962 a 1999 la población legal corresponde a la población sin duplicidades (Fuente: INSEE [Consultar]) |     |     |     |     |     |